# Kim Fields
Kim Fields (New York, 12 maggio 1969) è un'attrice statunitense. Il suo nome completo è Kim Victoria Fields. Sposata con Johnathon Franklin Freeman fra il 1995 e il 2001, è stata in quel periodo accreditata con il nome di Kim Fields Freeman. È stata alla fine degli anni settanta la prima attrice bambina afroamericana a raggiungere il successo negli Stati Uniti in ruoli non stereotipati. Da allora ha conosciuto una lunga carriera al cinema e alla televisione.

## Biografia
Kim Fields è nata a New York nel 1969, nel pieno della lotta per i diritti civili negli Stati Uniti, con la comunità afroamericana impegnata a contestare l'immagine stereotipata che di essa è stata data al cinema e in tv: attori bambini come Steven Perry, Marc Copage, George Spell, Kevin Hooks, Erin Blunt e poi anche Todd Bridges e Gary Coleman si trovavano in prima fila in questa battaglia. La situazione era particolarmente difficile per le bambine afroamericana, il cui modello esclusivo era stato quello di "Topsy", la piccola schiava de La capanna dello zio Tom (1853), personaggio che al di là delle buone intenzioni dell'autore abolizionista Harriet Beecher Stowe si era trasformato in una pietosa caricatura, cui le poche attrici bambine afroamericane del passato (da Dorothy Morrison a Jannie Hoskins e Hannah Washington) si erano dovute loro malgrado adattare.
Kim Fields è arrivata al successo con la sitcom L'albero delle mele, andata in onda sulla NBC fra il 1979 e il 1988. In questa serie ha interpretato il ruolo della studentessa Tootie Ramsey, teenager spiritosa e pettegola. Nella prima stagione è stata costretta a recitare sui pattini a rotelle in quanto non era abbastanza alta da garantire le giuste angolazioni nelle riprese; un'altra delle sue caratteristiche principali era l'apparecchio portato ai denti per qualche stagione. Pur avendo all'epoca meno di 14 anni, Kim ha dimostrato la sua precoce abilità nel recitare in situazioni drammatiche: il suo personaggio si imbatte in un fotografo pedofilo (ep. 2x14, Strane sessioni fotografiche), fa abuso di alcolici (ep. 3x01, Problema alcoolico), si lascia andare a crisi di fanatismo per il proprio idolo dello spettacolo (ep. 3x15, Starstruck), incontra una ragazza-squillo che vuole farla entrare nel giro della prostituzione (ep. 3x17, Fuga)
Nel 1979 ha interpretato il ruolo di Lidya Haley in Radici - Le nuove generazioni.
Nel 1980 ha interpretato nel film TV I figli del divorzio il ruolo drammatico di Denise, una giovane ginnasta che, a causa della separazione dei genitori, inizia a fare abuso di alcolici finendo così per rovinare la sua carriera.
Fra il 1993 e il 1998 ha interpretato il ruolo di Regine Hunter nella sit-com Living Single, mai trasmessa in Italia.
Nella sua carriera ha partecipato inoltre come guest star ad alcuni episodi di altre serie di successo, come Mork & Mindy, Il mio amico Arnold e Willy, il principe di Bel-Air. 
Nel maggio 2007, sei anni dopo il divorzio dal primo marito, ha partorito un figlio, Alexander Sebastian, frutto della relazione con Christopher L. Morgan con cui si è poi sposata il 31 luglio dello stesso anno.
È laureata in scienze della comunicazione con specializzazione in giornalismo e produzione TV presso l'Università Pepperdine.

## Riconoscimenti
- Young Hollywood Hall of Fame (1980's)
- Young Artist Award: Best Young Comedienne (1979)

## Filmografia

### Cinema
- Uninvited Guest, regia di Timothy Wayne Folsome (1999)
- Che cosa aspettarsi quando si aspetta (What to Expect When You're Expecting), regia di Kirk Jones (2012)

### Televisione
- Good Times – serie TV, 3 episodi (1978-1979)
- Radici - Le nuove generazioni (Roots: The New Generation) – serie TV, episodio 1x06 (1979)
- Mork & Mindy – serie TV, episodio 2x09 (1979)
- Il mio amico Arnold (Diff'rent Strokes) – serie TV, 5 episodi (1979-1981)
- L'albero delle mele (The Facts of Life) – serie TV, 201 episodi (1979-1988)
- Soul Train – programma TV (1980)
- I figli del divorzio (Children of Divorce), regia di Joanna Lee – film TV (1980)
- The Facts of Life Goes to Paris, regia di Asaad Kelada – film TV (1982)
- Family Feud – game show (1984)
- The Facts of Life Down Under, regia di Stuart Margolin – film TV (1987)
- 227 – serie TV, episodio 3x17 (1988)
- Cuori al Golden Palace (The Golden Palace) – serie TV, episodio 1x06 (1992)
- Willy, il principe di Bel-Air (The Fresh Prince of Bel-Air) – serie TV, episodi 3x17 e 5x25 (1993, 1995)
- Living Single – serie TV, 113 episodi (1993-1998)
- Kenan & Kel – serie TV, 3 episodi (1997-1999)
- Squadra Med - Il coraggio delle donne (Strong Medicine) – serie TV, episodio 1x14 (2000)
- Disneyland (The Wonderful World of Disney) – serie TV, episodio 44x05 (2001)
- The Drew Carey Show – serie TV, episodio 6x22 (2001)
- Quattro amiche, nuovi amori (The Facts of Life Reunion), regia di Charles Herman-Wurmfeld – film TV (2001)
- Miss Match – serie TV, episodio 1x18 (2003)
- The Division – serie TV, episodi 4x21-4x22 (2004)
- One on One – serie TV, episodio 3x20 (2004)
- The Comeback – serie TV, episodio 1x1 (2005)
- Eve – serie TV, episodio 3x12 (2006)
- The Cleaner – serie TV, episodio 1x13 (2008)
- Tra matrimoni e divorzi (For Better or For Worse), regia di Marita Gabriak – film TV (2014)
- Dancing with the Stars – talent show (2016)
- Cobra Kai – serie TV, episodio 2x04 (2019)
- Insecure – serie TV, episodio 4x07 (2020)
- La verità (To Tell the Truth) – programma TV (2022-2023)
- Cattivissimi amici (Impractical Jokers) – programma TV (2024)

## Doppiatrici italiane
Nelle versioni in italiano delle opere in cui ha recitato, Kim Fields è stata doppiata da:
- Ilaria Stagni ne L'albero delle mele, The Facts of Life Goes to Paris, The Facts of Life Down Under, Quattro amiche, nuovi amori

## Curiosità
- Kim Fields fu contattata, nel 1986, da una produzione televisiva indipendente italiana che la voleva come protagonista di una serie TV a episodi fantascientifica dal titolo Space Invaders, basata sul noto videogame, ma l'accordo fu annullato poco prima delle riprese dell'episodio pilota, per mancanza di fondi sufficienti a coprire le spese di produzione.